# Cryptochorina amphidasyaria
Cryptochorina amphidasyaria är en fjärilsart som beskrevs av Charles Oberthür 1880. Cryptochorina amphidasyaria ingår i släktet Cryptochorina och familjen mätare. Inga underarter finns listade i Catalogue of Life.